# 創傷弧菌
創傷弧菌（學名：Vibrio vulnificus、俗稱：海洋弧菌），是一種棲息於海洋中的細菌。如果傷口暴露在含有這種細菌的海水中，創傷弧菌會在傷口上繁殖，可能引發潰爛，甚至導致組織壞死。若食用了遭污染的海鮮，也有罹患腸胃炎的可能。在2003年12月，中華民國國家衛生研究院主導的基因體定序團隊，完成了創傷弧菌的基因體定序與分析工作。

## 流行病學
有以下幾種情形的族群，若感染此種弧菌容易造成嚴重感染：
- 酒精性肝硬化。
- 原有肝病（包括原因不明的肝硬化），以及慢性肝炎。
- 酗酒，但沒有肝病紀錄。
- 遺傳性血色(鐵)沉著病
- 有慢性疾病，包括糖尿病、類風濕性關節炎、地中海型貧血、慢性腎衰竭、淋巴瘤。

## 臨床表現
若感染此弧菌，臨床最常出現的兩種表現為傷口感染以及原發性敗血病。如果傷口接觸到海水、貝殼或魚類，便有可能感染到此弧菌。一般來說這樣的感染多半很輕微，但在高風險的族群上，此類弧菌感染可以很快速的傳播，並導致嚴重的肌炎和肌膜炎引發嚴重的壞疽。

### 弧菌發生地區季節
海洋弧菌於台灣大多發生在中南部，尤其在高雄和台南發現非常多的案例，但這種病也是相當罕見的，到目前為止，台灣發現的病例不超過100個 。這種病菌不但在台灣少見，在歐美國家更是少，幾乎可以說是沒有，原因是海洋弧菌大多生長在熱帶及亞熱帶的海洋地區，它與霍亂弧菌是屬於同一類的病菌，所需的溫度是攝氏20度左右，還有0.7-1.6%鹽分的海水，夏日（8月-10月）較常見，出現此種病例的國家与地区有中国大陸、台灣、泰國、馬來西亞、澳洲、美國緯度較低的地区及日本都曾經發生過。

### 感染途徑病例
海洋弧菌是普遍生存在海洋中的一種菌，感染海洋弧菌的途徑有兩種。一是食入含有海洋弧菌食物，例如牡蠣、蚌類的海產及生魚片；二是從皮膚上直接感染，可能是從事挖牡蠣工作，皮膚上常會有傷口，海洋弧菌就適時地侵入體內。

#### 食物感染
另外值得一提的是，並不是每個人都那麼容易感染海洋弧菌，免疫力特別不好的人或是罹患慢性肝炎、肝硬化的病人，還有糖尿病患和酗酒造成的酒精性肝炎及腎衰竭的病人、常吃類固醇的人等等，都是特別容易感染的族群。從研究報告中可以得知，因為台灣罹患肝炎的人多，還有台灣人常吃一些類固醇藥物，因此，發生海洋弧菌的病例有遠比外國高的趨勢。海洋弧菌主要出現在甲殼類、牡蠣（生蠔）等海產上，淡水漁產少有污染，建議熟食，避免生食。以最流行的大閘蟹為例，因為是淡水蟹，不會有海洋弧菌污染。

#### 傷口感染
曾經發現的病例中，是因為釣魚時不慎割傷皮膚，海洋弧菌就從傷口處入侵而感染。新光醫院每年約會收治五例左右海洋弧菌感染病患，多半在海邊受傷、或處理海產時遭到感染。

### 治療處理程序
由于海洋弧菌较难診斷，因此伤者也较容易失去最佳治癒機會。根據數據顯示，感染海洋弧菌的死亡率高達55-57%。目前常见醫院处理方式是使用抗生素治療海洋弧菌，用點滴方式注入，若短時間內沒有效果，須將其潰爛部份切除。

#### 食物感染
若是從吃入的食物中感染海洋弧菌的潛伏期約为12小時至4天左右，會發生腹痛、噁心、嘔吐、腹瀉、發燒或打冷顫，随后下肢皮膚疼痛、紅疹、水泡及潰爛等症状。嚴重狀況下会导致休克，甚至是死亡。因為此種途徑發生速度非常快，且不易诊断，所以死亡率相當高。

#### 傷口感染
若從傷口侵入，在12小時之內皮膚会發生紅、腫、水泡現象，最後成為壞死性筋膜炎。一般處理方式是切除潰爛组织，甚至截肢。

### 避免感染方法
要避免海洋弧菌感染的不二法門就是少吃生冷食物，盡量將食物煮熟，海洋弧菌與霍亂弧菌一樣，只要高溫煮熟，就會消失殆盡。

## 外部連結
- 微生物免疫學-Vibrio vulnificus(創傷弧菌) （页面存档备份，存于）
- Large and detailed article on V. vulnificus at Todar's Online Textbook of Bacteriology （页面存档备份，存于）